# コビントン (バージニア州)
コビントン（英: Covington）は、アメリカ合衆国バージニア州中央部南西に位置する独立市である。ジャクソン川とダンラップ・クリークの合流点に位置している。市域はアリゲイニー郡に囲まれており、その郡庁所在地を兼ねている。2010年国勢調査での人口は5,961人だった。アメリカ合衆国商務省経済分析局は統計上の目的でコビントン市とアリゲイニー郡を1つにしている。ロアノーク市およびセイラム市と共に、ロアノーク地域共同体に属している3都市の1つである。
市内のニュースは、1914年8月10日に発刊されて現在も続いている新聞「ザ・バージニアン・レビュー」とAMラジオ局WKEYが扱っている。
消防機能は1902年3月4日に認証されたコビントン消防署が担当している。コビントン救急隊が市内の救急医療サービスを行っている。消防署も救急隊もボランティア組織である。救急隊は1933年に組織され、州内では3番目に古いボランティア救急隊となっている。
コビントンの市名は米英戦争の英雄で、ジェームズ・マディソンやトーマス・ジェファーソンとは友人だったレナード・コビントン将軍に因んで名付けられた。コビントンには豊富な歴史と遺産があり、現在では地域の人口中心となっている。

## 経済と交通
コビントン市の経済は1890年以来市内で板紙工場を操業するミードウェストベイコの影響が強い。約1,300人を雇用しており、その大半は市内とアリゲイニー郡の住民である。製品としては漂白紙や放送用板紙があり、アメリカ合衆国東海岸では第2位の売上高である。コビントン市にはランバージャックスというバレー・ベースボールリーグのチームがいる。市域を東西方向の州間高速道路64号線と、南北方向のアメリカ国道220号線が通り、鉄道とトラックのアクセスを良くしている。全国的な旅客列車を運行するアムトラックが、コビントンから12マイル (19 km) 離れたクリフトンフォージの駅で停車する。カーディナル号が運行されている。アリゲイニー郡とコビントン市は住宅市場価格が低いことで知られている。バス郡のザ・ホームステッド、レキシントン市、ウェストバージニア州ホワイトサルファー・スプリングス市のグリーンブライア、同じくウェストバージニア州のルイスバーグ市、バージニア州のロアノーク市まで、車で45分と近接している。

## 地理
アメリカ合衆国国勢調査局に拠れば、市域全面積は5.7平方マイル (14.7 km2) であり、すべて陸地である。市域はジャクソン川の両岸にある。

## 人口動態
コビントン市の人口は1960年の11,000人がピークであり、その後は製造業が衰退して職が失われ、人口が減少を続けている。
以下は2000年国勢調査による人口統計データである。
| 基礎データ - 人口: 6,303人 - 世帯数: 2,835 世帯 - 家族数: 1,740 家族 - 人口密度: 429人/km2（1,111人/mi2） - 住居数: 3,195軒 - 住居密度: 218軒/km2（563軒/mi2） 人種別人口構成 - 白人: 84.06% - アフリカン・アメリカン: 13.14% - ネイティブ・アメリカン: 0.35% - アジア人: 0.65% - 太平洋諸島系: 0.02% - その他の人種: 0.21% - 混血: 1.59% - ヒスパニック・ラテン系: 0.63% 年齢別人口構成 - 18歳未満: 21.5% - 18-24歳: 8.2% - 25-44歳: 26.3% - 45-64歳: 23.9% - 65歳以上: 20.2% - 年齢の中央値: 40歳 - 性比（女性100人あたり男性の人口） - 総人口: 91.6 - 18歳以上: 86.1 | 世帯と家族（対世帯数） - 18歳未満の子供がいる: 23.7% - 結婚・同居している夫婦: 44.9% - 未婚・離婚・死別女性が世帯主: 12.5% - 非家族世帯: 38.6% - 単身世帯: 34.0% - 65歳以上の老人1人暮らし: 16.4% - 平均構成人数 - 世帯: 2.22人 - 家族: 2.83人 収入と家計 - 収入の中央値 - 世帯: 30,325米ドル - 家族: 36,640米ドル - 性別 - 男性: 30,755米ドル - 女性: 20,316米ドル - 人口1人あたり収入: 16,758米ドル - 貧困線以下 - 対人口: 12.9% - 対家族数: 10.7% - 18歳未満: 16.1% - 65歳以上: 9.1% |

## 教育
市内には高校1校、中学校1校、小学校1校があり、州が管理するジャクソンリバー・ガバナーズスクールが1校、技術訓練所であるジャクソンリバー・テクニカルセンターもある。またダブニー・S・ランカスター・コミュニティカレッジがある。

## ギャラリー

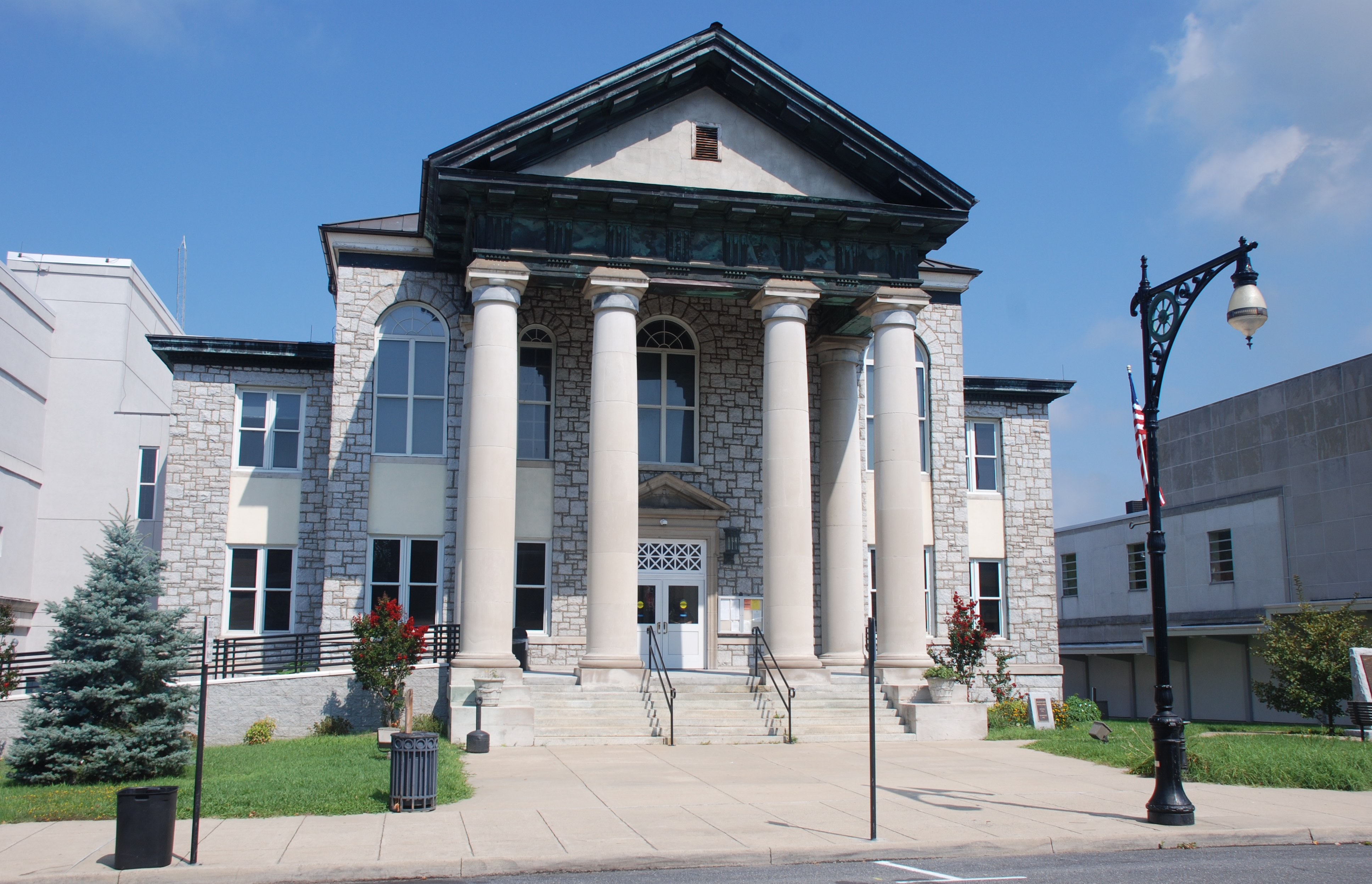
アリゲイニー一般地区裁判所
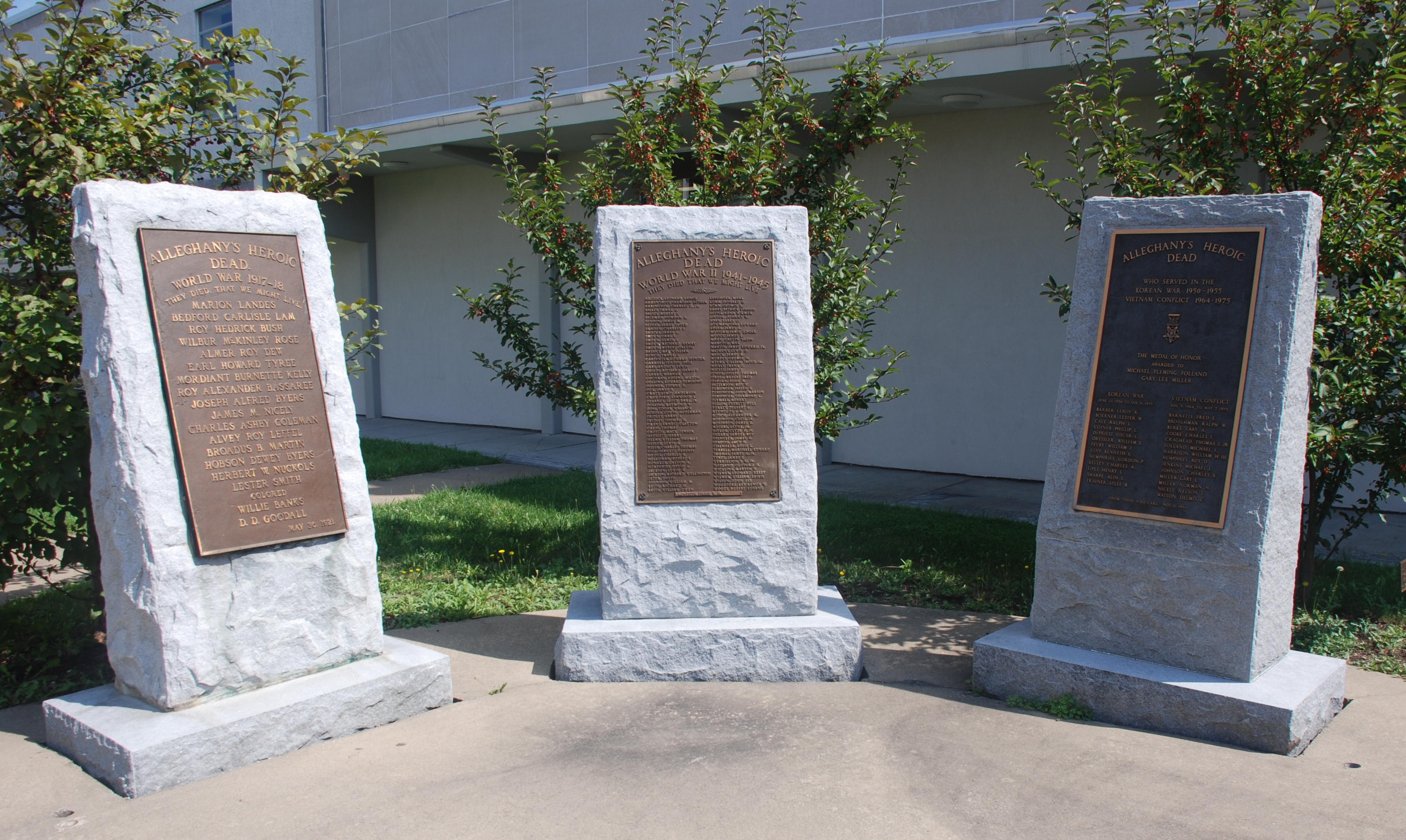
戦没者記念碑、第一次世界大戦、第二次世界大戦、朝鮮戦争、ベトナム戦争で戦死したアリゲイニー郡出身の兵士を記念する.
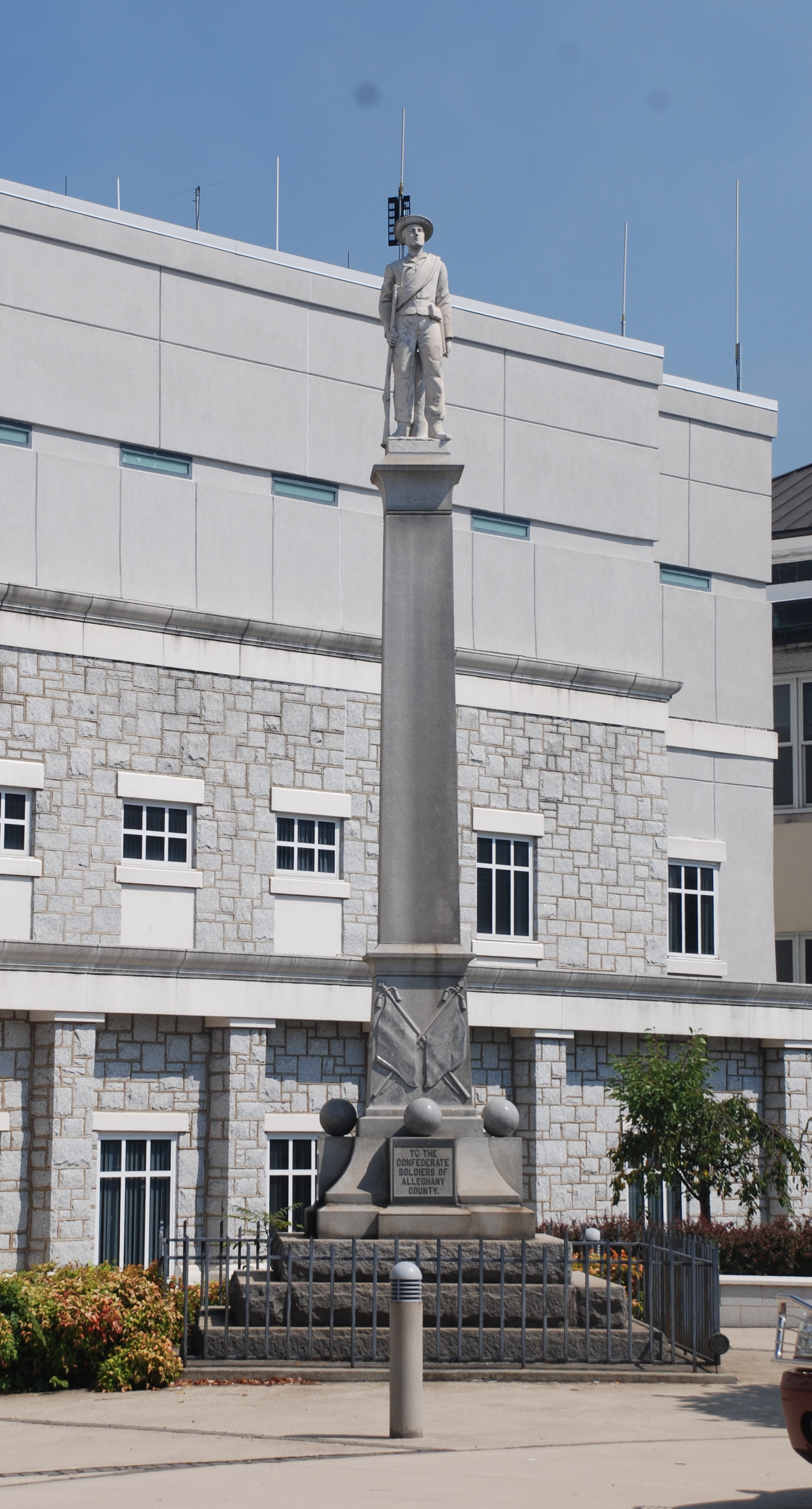
南北戦争記念碑